# Sokaan
Sokaan is een bestuurslaag in het regentschap Probolinggo van de provincie Oost-Java, Indonesië. Sokaan telt 3743 inwoners (volkstelling 2010).